# Захист типу «е»
За́хист ти́пу «е» (рос. Повышенная защита вида «е», англ. Increased Safety, нім. e-Schutz m) — різновид вибухозахисту електрообладнання, який полягає в тому, що в електрообладнанні, або в його частині, яка не має елементів, що нормально іскрять, прийнято ряд заходів, додатково до використовуваних у електрообладнанні загального призначення, які ускладнюють виникнення небезпечного нагрівання електричних іскор і дуг.
Вид вибухозахисту «е» широко реалізується в рудниковому електрообладнанні, яке випускається за кордоном. В Україні цей вид вибухозахисту поки що не реалізується.
Стандарт — ДСТУ IEC 60079-7:2014 Вибухонебезпечні середовища. Частина 7. Електрообладнання. Вид вибухозахисту: підвищена безпека «е» (IEC 60079-7:2006, IDT), З 01.05.2015 р. заміняє ГОСТ 22782.7-81